# 科特豪芬貝格山

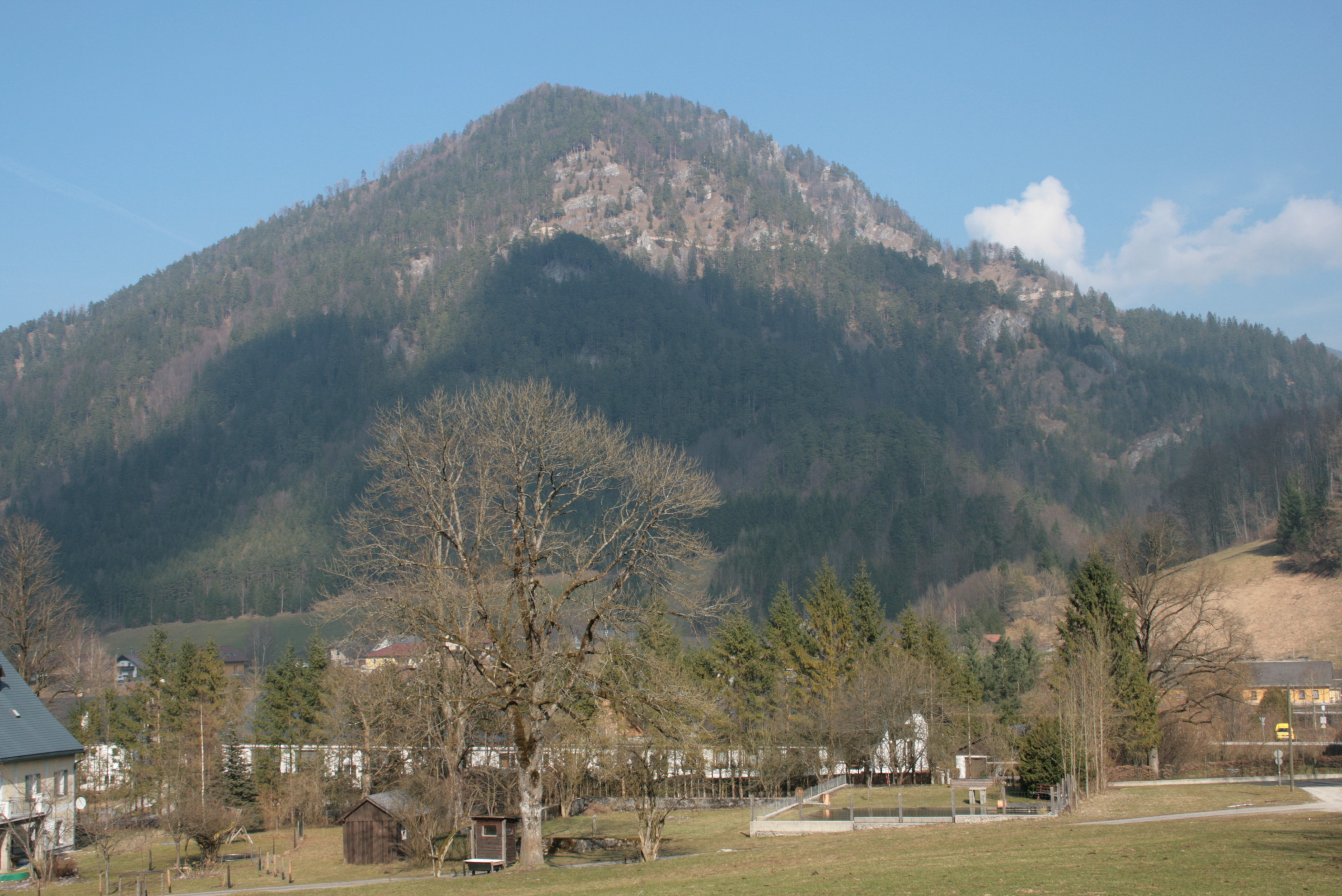

47°50′11″N 14°45′58″E / 47.83639°N 14.76611°E
科特豪芬貝格山（德語：Kothaufenberg），是奧地利的山峰，位於該國東北部，由下奧地利州負責管轄，屬於伊布斯阿爾卑斯山脈的一部分，海拔高度1,000米。